# Clemens August Graf von Galen
Clemens August Graf von Galen (ur. 16 marca 1878 w Dinklage, zm. 22 marca 1946 w Münsterze) – niemiecki duchowny katolicki, hrabia, biskup Münsteru w latach 1933–1946, kardynał z nominacji papieża Piusa XII błogosławiony Kościoła katolickiego.
Był znany z antynazistowskich kazań oraz stanowczego sprzeciwu wobec praktyk eutanazji wykonywanych w III Rzeszy. Dzięki swojej walecznej postawie wobec nazizmu zyskał przydomek Lwa z Münsteru.

## Życiorys
Urodzony 16 marca 1878 r. w szlacheckiej rodzinie z Westfalii, był jedenastym z trzynaściorga dzieci hrabiego Ferdynanda von Galena i Elisabeth z domu von Spee. Na chrzcie otrzymał imiona Clemens Augustinus Joseph Emmanuel Pius Antonius Hubertus Marie.
Studia rozpoczął we Fryburgu w Szwajcarii, gdzie pobierał nauki z literatury, historii i filozofii. W 1898 mając dwadzieścia lat odbył podróż do Rzymu, w czasie której został przyjęty na prywatnej audiencji przez papieża Leona XIII. Wtedy postanowił zostać księdzem. Teologię studiował w latach 1898–1903 w Innsbrucku. Święcenia kapłańskie przyjął w 1904 r. Po święceniach kapłańskich został wikarym przy katedrze w Münster. Od 1909 pełnił posługę jako ksiądz w parafii w Berlinie. W 1929 został proboszczem w parafii św. Lamberta w Münster, aby swoim autorytetem zahamować spadek poparcia dla katolickiej Niemieckiej Partii Centrum i wzrost nastrojów nacjonalistycznych.
5 sierpnia 1933 roku Clemens August von Galen został mianowany przez papieża Piusa XI ordynariuszem diecezji Münster zmieniając na tym stanowisku Johannesa Poggenburga. Ingres nowego biskupa odbył się 28 października. Jego zawołanie biskupie brzmiało: Nie dla pochwał, ani ze strachu. (łac. Nec laudibus, nec timore, niem. Nicht für Lob, nicht aus Furcht). Przed objęciem nowego stanowiska zwrócił się do Hermanna Göringa, ministra prezydenta Prus, bowiem to jemu na mocy postanowień konkordatu składał przysięgę wierności państwu. Ordynariuszem Münsteru pozostał do swojej śmierci w 1946 r.
Von Galen przygotował obszerne fragmenty opublikowanej w 1937 encykliki Piusa XI Mit brennender Sorge (Z palącą troską). W lutym 1938 był współkonsekratorem Franza Justusa Rarkowskiego, katolickiego biskupa polowego sił zbrojnych III Rzeszy.
O wysokim i barczystym von Galenie Pius XI mówił w 1938: „Olbrzymi, nie tylko z powodu wzrostu”.
Papież Pius XII 21 lutego 1946 roku nadał biskupowi Münster godność kardynała prezbitera z tytułem San Bernardo alle Terme. Był to wyraz uznania wobec jego postawy w czasach hitlerowskich. Kardynał zmarł 22 marca 1946 roku po ciężkiej chorobie, mając 68 lat.

## Poglądy
Galen miał prawicowe poglądy polityczne. Popierał niemiecki wysiłek wojenny w latach 1914–1918 i próbował (bez powodzenia) zgłosić się na ochotnika do służby wojskowej na froncie. Wierzył, że w wojennej klęsce Niemiec winny był „cios w plecy”, sprzeciwiał się początkowemu zaangażowaniu Partii Centrum w demokrację weimarską.
W encyklice na Wielki Post w 1934 mówił o zagrożeniach ze strony „neopogańskiej ideologii”. Protestował przeciwko zamykaniu klasztorów. W sierpniu 1941 roku krytykował dokonywaną przez nazistów eutanazję osób starych, niepełnosprawnych i chorych psychicznie, wskazując zręcznie, że może to spotkać okaleczonych żołnierzy Wehrmachtu.
Clemens August von Galen cieszył się dużym poparciem wśród wiernych ze względu na swoje antynazistowskie kazania. Władze hitlerowskie obawiały się aresztować duchownego. Los, jaki miał czekać von Galena po ostatecznym zwycięstwie, ujawniły dzienniki Josefa Goebbelsa. Goebbels pisał, że po wygranej wojnie władze zajmą się raz na zawsze duchownym, którego określał mianem „wroga państwa” i „zdrajcą narodu”.

## Beatyfikacja
Proces beatyfikacyjny rozpoczęty w 1956, zakończony pozytywnie w listopadzie 2004 roku. Cud potrzebny do beatyfikacji rozpoznano u chłopca z Indonezji. Chłopiec ten został w niewyjaśniony sposób uzdrowiony po tym, jak w modlitwie zwrócił się o wstawiennictwo kardynała von Galena. Beatyfikacja kardynała von Galena odbyła się 9 października 2005 roku w bazylice św. Piotra w Rzymie.
Jan Paweł II modlił się u grobu kardynała w trakcie swej pielgrzymki do RFN w 1987 roku.